# Tysklandsterminalen

Tysklandsterminalen i Göteborg ligger vid Majnabbe på södra älvstranden, cirka 5 km från centralstationen. Det går ta sig dit med spårvagn, hållplats Chapmans torg. Sedan Götatunneln invigdes kommer man dit ganska lätt med bil från E6:an. Om man kommer på E6 från norr eller E20 från öster bör man tillåta tid för köer på E6.